# Католицизм на Кубе

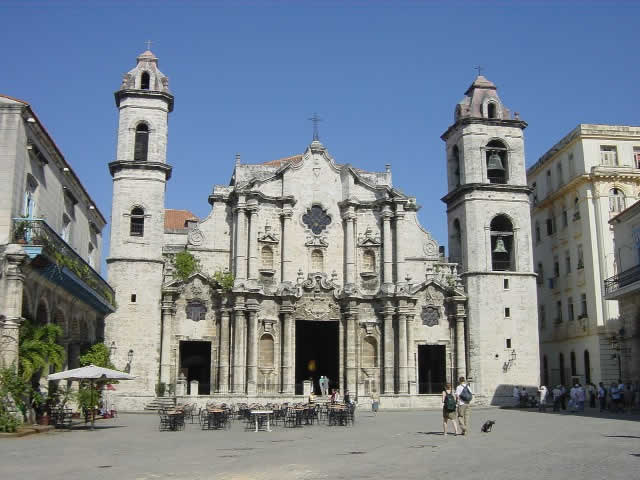
Кафедральный собор св. Христофора в Гаване

Католическая церковь Кубы — часть всемирной Католической церкви. Католицизм — наиболее распространённое вероисповедание жителей острова.

## История
История католичества на Кубе началась в XVI веке, с периода испанской колонизации. На протяжении четырёх веков вплоть до революции 1959 года Католическая церковь играла существенную роль в жизни страны, к ней принадлежало большинство населения. Дипломатические отношения между Кубой и Ватиканом были установлены в 1935 году и не прерывались даже в период антирелигиозной компании коммунистического правительства.
В 1959 году число католиков на Кубе составляло около 70 % населения, насчитывалось около 700 священников и примерно 2000 монашествующих.
Свержение Батисты было в целом встречено спокойно как католическим духовенством, так и мирянами. Среди повстанцев-«барбудос» были католики, а один из священников (отец Сардиньяс) даже был возведён в ранг команданте. Ещё в 1958 году организация «Католическая молодежь» издала манифест против действий Батисты (вскоре после этого три её члена и четыре представителям «Университетской католической организации» были найдены с признаками насильственной смерти).
После прихода к власти Фиделя Кастро, кубинское правительство начало проводить в жизнь антирелигиозные меры. Первым ударом стал Закон об аграрной реформе 1959 года, который затронул церковные земли. Осенью 1959 года в Гаване прошла демонстрация католической молодежи против ареста одного из лидеров революции Убера Матоса (его осудили к 20 годам за критику Кастро). На это шествие вышли около миллиона человек.
Значительная часть священников и монахов, преимущественно иностранного происхождения (примерно три четверти священников на Кубе были испанцами), покинула Кубу в первые годы после революции. Некоторые из оставшихся священников были позднее высланы из страны. К 1979 году количество католиков сократилось примерно вдвое .
В 80-х годах произошло определённое потепление в отношениях между Ватиканом и коммунистическим правительством Кубы, в результате чего Церковь на острове получила возможность более свободной деятельности. Однако по данным на 1988 год на Кубе было лишь немногим более 200 католических священников на 500 с лишним приходов. В 1986 году состоялась I Национальная встреча кубинских католиков. В последующие годы Кубу с визитом посетили кардиналы К. Мёрфи-О’Коннор и Р. Эчегарай. 19 ноября 1996 года папа Иоанн Павел II принял в Ватикане Фиделя Кастро. В январе 1998 года папа совершил пастырскую поездку на Кубу. На папской мессе на площади Революции в Гаване присутствовало около миллиона кубинцев.
Церковь располагает несколькими учебными заведениями, в том числе высшей семинарией в Гаване. В собственности церкви находятся также несколько приютов и больниц, ведётся благотворительная работа среди малоимущих. Число крещений в Гаване выросло с 200 до 1500 в год.
Число католиков в конце XX века оценивалось в 40 % населения, но у большинства принадлежность к Церкви носила формальный характер. Так, по данным журнала Ньюсуик «Около 4,7 миллионов из 11 миллионов кубинцев крещены, но только 150 000 регулярно посещает воскресные мессы». По данным сайта http://catholic-hierarchy.org в 2004 году общее число католиков на Кубе составляет 6,3 миллиона человек.

## Структура
В настоящее время католическая церковь на Кубе объединена в три архиепархии-митрополии — Святого Христофора (Гавана), Камагуэй и Сантьяго-де-Куба. Суффраганными по отношению к ним являются ещё 8 епархий. Возглавляет архиепархию-митрополию Гаваны кардинал Хайме Лукас Ортега и Аламино, кафедра которого располагается в главном храме страны — Кафедральном соборе святого Христофора. Архиепархию Камагуэй возглавляет архиепископ Хуан Гарсия Родригес, архиепархию Сантьяго-де-Куба — архиепископ Дионисио Гильермо Гарсия Ибаньес.
Статистика по епархиям (данные 2004 года):
| Епархия                                        | Епархия              | Митрополия                  | Число католиков | Число священников | Число приходов |
| ---------------------------------------------- | -------------------- | --------------------------- | --------------- | ----------------- | -------------- |
| Святого Христофора (Гавана)                    | Гавана               | Святого Христофора (Гавана) | 2 800 000       | 111               | 102            |
| Епархия Матансаса                              | Матансас             | Святого Христофора (Гавана) | 478 000         | 20                | 37             |
| Епархия Пинар-дель-Рио                         | Пинар-дель-Рио       | Святого Христофора (Гавана) | 430 000         | 19                | 25             |
| Архиепархия Камагуэя                           | Камагуэй             | Камагуэй                    | 544 000         | 27                | 14             |
| Епархия Сьего-де-Авилы                         | Сьего-де-Авила       | Камагуэй                    | 186 900         | 8                 | 4              |
| Епархия Сьенфуэгоса                            | Сьенфуэгос           | Камагуэй                    | 293 600         | 23                | 22             |
| Епархия Санта-Клары                            | Санта-Клара          | Камагуэй                    | 518 935         | 27                | 34             |
| Архиепархия Сантьяго-де-Кубы                   | Сантьяго-де-Куба     | Сантьяго-де-Куба            | 248 000         | 20                | 13             |
| Епархия Гуантанамо-Баракоа                     | Гуантанамо — Баракоа | Сантьяго-де-Куба            | 185 218         | 9                 | 7              |
| Епархия Ольгина                                | Ольгин               | Сантьяго-де-Куба            | 435 000         | 37                | 28             |
| Епархия Сантисимо-Салвадор-де-Баямо-Мансамильо | Баямо                | Сантьяго-де-Куба            | 222 000         | 15                | 9              |

## Почитание Девы Марии
Особым почитанием на Кубе пользуется Дева Мария, которую в ряде мест называют Дева Милосердия. Согласно документам кубинской церкви в 1607 или 1608 годах двум индейцам и креолу явилась медная фигура с изображением Девы Марии и надписью «Я — Дева Милосердия». В дальнейшем образ Девы Милосердия из Кобре (Кобре — местность, где на острове располагались медные рудники) стал очень популярен. В 1915 году ветераны Кубинской освободительной армии просили в письме папу римского объявить Деву Милосердия из Кобре «Покровительницей Республики Кубы». В ответ папа римский в мае 1916 года дал согласие.